# Dobrovelyčkivský rajón
Dobrovelyčkivský rajón (ukrajinsky Добровеличківський район) byl rajón v Kirovohradské oblasti na Ukrajině. Hlavním městem byla Dobrovelyčkivka a rajón měl přibližně 33 tisíc obyvatel. 

## Sídla v rajónu
- Dobrovelyčkivka
- Pomična